# Жан-Клод Пагаль
Жан-Клод Пагаль (фр. Jean-Claude Pagal, нар. 15 вересня 1964, Яунде) — камерунський футболіст, що грав на позиції захисника, півзахисника.
Виступав, зокрема, за клуб «Ланс», а також національну збірну Камеруну.

## Клубна кар'єра
У дорослому футболі дебютував 1982 року виступами за команду «Ланс», у якому грав сім сезонів, взявши участь у 119 матчах чемпіонату. 
Згодом з 1989 по 1998 рік був у складі команд «Ля Рош», «Сент-Етьєн», «Мартіг», «Америка», «Серезьєн», «Карлайл Юнайтед» та «Ченду Уню».
Завершив ігрову кар'єру у команді «Сліма Вондерерс», за яку виступав протягом 2000—2001 років.

## Виступи за збірну
У 1990 році дебютував в офіційних матчах у складі національної збірної Камеруну.
У складі збірної був учасником чемпіонату світу 1990 року в Італії, Кубка африканських націй 1990 року в Алжирі, Кубка африканських націй 1992 року у Сенегалі.
Загалом протягом кар'єри в національній команді, яка тривала 3 роки, провів у її формі 17 матчів, забивши 1 гол.